# 鹿鳴電視台
鹿鳴電視台是國立中興大學文學院前院長林富士於2010年2月創立的國立中興大學校園電視台，他以一個歷史學者的角度，體認到時代的兩股新浪潮—數位化和全球化，因此希望中興的學生走在時代尖端而不被潮流淘汰。一則可以讓學生接觸時代的轉變，利用媒體運作世界接軌，培養更宏觀的價值觀；二則也可以用數位媒體的方式，將文化變遷記錄下來，進而傳播出去。

## 目的
國立中興大學文學院為了整合影音與數位媒體資源，規劃數位學習及文化創意課程，未來將以培育數位媒體人才為目標努力。興大文學院為了因應媒體資訊爆炸的時代，整合《鹿鳴電子報》、《鹿鳴電影工作坊》、《鹿鳴電視台》，以及《數位典藏》等影音教育及媒體資源，打造全新的鹿鳴文化資產中心。

## 歷史
- 2010年3月，成立《鹿鳴電視台》，第一屆招生。7月30日，《鹿鳴文化資產中心》揭碑。10月，第二屆招生。12月6日正式開台，並舉行成果展。
- 2011年3月4日，《鹿鳴電視台》輪播系統，再次開播。

活動歷史
- 2010年12月16日，《交響興人夢:聖誕特別企劃—青春點歌之MV傳情》、聖誕送暖，免費擁抱請排隊。
- 2011年2月28日，我和春天有個約會—白色情人節傳情活動。

## 部門
- 新聞部
- 節目部
- 公關宣傳部
- 工程部
- 網管部
- 設計部

## 鹿鳴節目
- 《鹿鳴觀點》
- 《藏鬼》
- 《還在想》
- 《校園集食通》
- 《交響興人夢》
- 《出遊好心情》
- 《特別節目》

## 鹿鳴新聞
- 鹿鳴新聞週報

## 媒體報導
- 2010年12月6日  中興開電視台 節目反諷媒體現象 /中視新聞。
- 2010年12月7日  興大人的傳播夢 鹿鳴電視台開播 /國立教育廣播電臺 彰化分臺。
- 2010年12月9日  熱愛傳播沒理由 興大鹿鳴電視台開台 /靜報.聯合新聞網。
- 2010年12月16日 中興校內電視台 非傳播升製播 /NCCU大學線上第1486期。
- 2010年12月16日 鹿鳴電視台首部自製短片 「藏鬼」普渡大首映 /靜報。

## 相關連結
- 國立中興大學
- 鹿鳴文化資產中心 （页面存档备份，存于）
- 中興大學鹿鳴電視台部落格（页面存档备份，存于）
- 鹿鳴興新聞
- 鹿鳴電視台節目